# Andreas Fedor Jagor
Andreas Fedor Jagor (1816-1900) est un ethnologue, naturaliste et explorateur prussien qui voyagea intensivement en Asie dans la seconde moitié du XIXe siècle pour récolter des témoignages et des spécimens divers pour les musées de Berlin.

## Vie et œuvre
Inspiré par une visite à Paris, Fedor Jagor décida de se consacrer à l'ethnographie. Avec le soutien du musée d'histoire naturelle de Berlin, il entreprit de longs voyages en Asie du Sud et du Sud-Ouest. De 1859 à 1861, il parcourut l'Inde, l'Asie de l'Est et les îles du Pacifique. Il demeura sur l'île de Java et dans le reste de l'archipel indonésien de 1873 à 1876 et de 1890 à 1893.
En 1869, Fedor Jagor devint membre de la Société berlinoise d'Anthropologie, d'Ethnologie et de Préhistoire (Berliner Gesellschaft für Anthropologie, Ethnologie und Urgeschichte) et il devint membre de l'Académie allemande des sciences Leopoldina.
Jagor soutint une correspondance importante avec Rudolf Virchow et narra dans plusieurs ouvrages les recherches et les observations effectuées lors de ses voyages. 
Il a légué ses collections ethnographiques, y compris 700 photographies sur négatifau Musée ethnologique de Berlin. Il a fait don de sa fortune et de ses collections d'art à la ville de Berlin. Sa tombe, avec un monument funéraire créé par Constantin Starck, se trouve, après avoir été déplacée, au cimetière du sud-ouest à Stahnsdorf aux abords de Berlin.

## Écrits (sélection)
- "Récits de voyage : Singapour, Malacca, Java" (en allemand) Singapore, Malacca, Java: Reiseskizzen. J. Springer, Berlin 1866 ;
- "Voyages aux Philippines" (en anglais) Reisen in den Philippinen. Chapman and Hall, London 1875 ;
- "Le commerce des Indes orientales à l'égard du marché du travail européen" (en allemand) Ostindisches Handwerk und Gewerbe mit Rücksicht auf den europäischen Arbeitsmarkt. J. Springer, Berlin 1878.

## Espèces animales portant le nom de Jagor
- Sphenomorphus, Sphenomorphus jagori, Peters, 1864 ;
- Serpent d'eau, Enhydris jagorii, Peters, 1863[1] ;
- Grande chauve-souris musquée fructivore, Ptenochirus jagori, Peters, 1861 ;
- Chauve souris aux oreilles en trompette, Phoniscus jagorii (it), Peters, 1866[3].